# Cleptocaccobius arrowi
Cleptocaccobius arrowi là một loài bọ cánh cứng trong họ Bọ hung (Scarabaeidae).